# الأصمعيات
الأَصْمَعِيّـَات كتاب لأبي سعيد عبد الملك بن قُرَيْب الأصمعي الشهير بالأصمعي، وهو مجموعة في اختيار الشعر العربي وعلى نسق المفضليات يضم مختارات من الشعر الجاهلي والمخضرم والإسلامي.
والكتاب يضم اثنتين وسبعين قصيدة في 1163 بيتاً. لواحد وستين شاعراً.
سار الأصمعي على نهج المفضليات بالاهتمام بالشعر الجاهلي. وعدد المقطعات عنده كبير، وأطول قصائد الأصمعيات لم تتجاوز أربعة وأربعين بيتاً، بينما كانت أطول القصائد في المفضليات تتألف من 108 أبيات.
تُعتبر الأصمعيات المجموعة الشعرية الثانية بعد المفضليات وتعدّ متممة لها، وقد أُطلق عليها هذا الاسم من قبل تلاميذ الأصمعي، شأنها شأن المفضليات قَبْلَها، تمييزاً لها عن المفضليات، ومع ذلك وقع اختلاط بينهما وحدث التداخل بين بعض أشعارهما، وقد قام الورَّاقون في أحيان كثيرة بجمع المفضليات والأصمعيات في كتاب مخطوط واحد فالتبس الأمر على بعضهم فعُدَّتْ قصائد من المفضليات على أنها أصمعيات.

## العناية بالكتاب
طبع الكتاب لأول مرة في مدينة لايبزغ بألمانيا سنة 1902 بعناية المستشرق[ ؟ ] وليم بن الورد، كما كان يسمي نفسه . إلا أنه أسقط 19 قصيدة منها، بحجة أنها مكررة في المفضليات، ووقعت في نشرته هذه تصحيفات كثيرة، مما حدا بأحمد شاكر[ ؟ ] وابن أخته عبد السلام هارون إلى إعادة طباعتها كاملة سنة 1955 في 212 صفحة. وقد قدما لكل قصيدة بما يكشف عن جوها وملابساتها، مع ترجمة الشعراء، وفهرسة الكتاب فهارس دقيقة ومتنوعة . ونشر د . السيد معظم حسين في الهند سنة 1938 قطعة من كتاب الاختيارين تضم قصائد مفضلية وأصمعية، ليست في مطبوعتيهما.
كما ألفت العديد من الكتب حول هذا الكتاب.

## المصدر
- مصادر التراث العربي/عمر الدقاق بيروت : دار الشرق العربي

- المفضليات - المفضل الضبيّ

لم يتم العثور على روابط لمواقع التواصل الاجتماعي.